# Теплицький Брусник
Теплицький Брусник (словац. Teplický Brusník) — річка; права притока Горнаду, протікає в окрузі Списька Нова Весь.
Довжина приблизно 5,7-5,9 км. Витік знаходиться в масиві Воловські гори (геоморфологічна підодиниця Гавраньє гори; схил гори Местски лес) — на висоті приблизно 675—680 метрів.
Протікає територією села Тепличка і міста Списька Нова Весь. Впадає у Горнад на висоті 430—435 метрів.